# Franz Wilhelm von Wiesenhütten

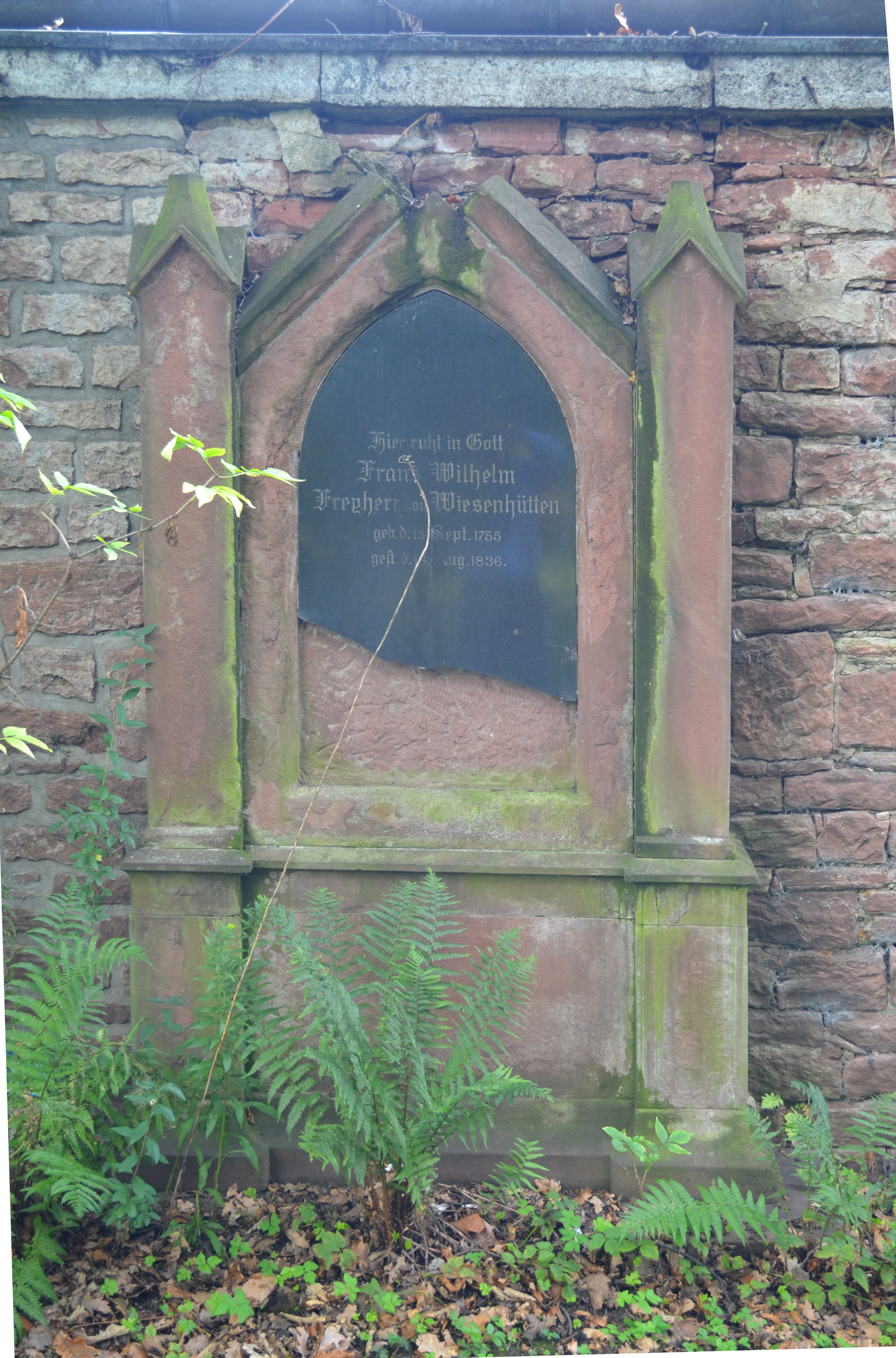
Grab von Franz Wilhelm von Wiesenhütten auf dem Hauptfriedhof Frankfurt

Franz Wilhelm Freiherr von Wiesenhütten (* 15. September 1755 in Frankfurt am Main; † 18. August 1836 ebenda) war ein hessischer Diplomat und ehemaliger Abgeordneter der 1. Kammer der Landstände des Großherzogtums Hessen.
Franz Wilhelm Freiherr von Wiesenhütten war Sohn des Frankfurter Ratsherrn Johann Friedrich von Wiesenhütten (1724–1793) und seiner Ehefrau Maria Dorothea Firnhaber von Eberstein. Er studierte ab 1772 Rechtswissenschaften an der Universität Leipzig und wechselte 1774 an die Universität Göttingen, wo er Mitglied des Studentenordens ZN wurde. 1775 wurde er Praktikant am Reichskammergericht in Wetzlar. Er war großherzoglicher Gesandter in Kassel, Biebrich (bis 1822) und der freien Stadt Frankfurt (bis 1831). Von 1820 bis 1833 war er Mitglied der ersten Kammer der hessischen Landstände. Im Matrikelbuch der Frankfurter Freimaurerloge Zur Einigkeit ist er als Mitglied verzeichnet.
Das Grab von Franz Wilhelm von Wiesenhütten befindet sich auf dem Frankfurter Hauptfriedhof. Es steht unter Denkmalschutz.